# مروین بنت (ورزشکار)
مروین بنت (انگلیسی: Mervyn Bennett؛ زادهٔ ۷ سپتامبر ۱۹۴۴) ورزشکار مسابقه اسب‌دوانی اهل استرالیا است.
وی در مسابقات کشوری و بین‌المللی در مجموع برندهٔ ۱ مدال برنز شده‌است.